# أنديس شالا
أنديس شالا (بالألمانية: Andis Shala) هو لاعب كرة قدم ألماني في مركز الهجوم، ولد في 15 نوفمبر 1988 في جاكوفا في صربيا. لعب مع دندي يونايتد ودينامو برلين وكارل زايس يينا ونادي هالشر وهانوفر 96.

## وصلات خارجية
- أنديس شالا على موقع قاعدة بيانات كرة القدم.إي يو (الإنجليزية)
- أنديس شالا على موقع بيانات كرة القدم. دي إي (الألمانية)
- أنديس شالا على موقع Soccerbase.com (لاعب) (الإنجليزية)
- أنديس شالا على موقع Soccerway.com (الإنجليزية)
- أنديس شالا على موقع عالم كرة القدم.نت (الإنجليزية)